# Large Trademark with Eight Spotlights
Large Trademark with Eight Spotlights est un tableau réalisé par le peintre américain Edward Ruscha en 1962. Détournement du logo de la 20th Century Fox, il est exécuté sur toile à la peinture à l'huile, à l'encre et au crayon dans un format horizontal qui rappelle celui d'un écran de cinéma ou d'un panneau publicitaire. Il est conservé au Whitney Museum of American Art, à New York.